# Viêm tủy xương
Viêm tủy xương (Osteomyelitis - OM) là một bệnh nhiễm trùng trong xương. Các triệu chứng có thể bao gồm đau ở một xương cụ thể với bầm đỏ quá mức, sốt và yếu. Xương dài của cánh tay và chân thường liên quan nhiều nhất đến trẻ em, trong khi bàn chân, cột sống và hông thường liên quan nhiều nhất đến người lớn.
Nguyên nhân thường là nhiễm trùng do vi khuẩn; hiếm khi là nhiễm nấm. Nó có thể xảy ra do lây lan từ máu hoặc từ các mô xung quanh. Rủi ro phát triển viêm tủy xương bao gồm tiểu đường, sử dụng thuốc tiêm tĩnh mạch, trước khi cắt bỏ lá lách và chấn thương cho khu vực này. Chẩn đoán thường bị nghi ngờ dựa trên các triệu chứng. Điều này sau đó được hỗ trợ bằng các xét nghiệm máu, hình ảnh y tế hoặc sinh thiết xương.
Điều trị thường bao gồm cả thuốc chống vi trùng và phẫu thuật. Ở những người có lưu lượng máu kém, có thể phải cắt cụt chi. Kết quả điều trị thường tốt khi tình trạng chỉ xuất hiện trong một thời gian ngắn. Khoảng 2,4 trên 100.000 người bị ảnh hưởng một năm. Người trẻ và người già thường bị ảnh hưởng nhiều hơn. Nam giới thường bị ảnh hưởng nhiều hơn nữ giới. Tình trạng này được Hippocrates mô tả sớm nhất vào những năm 300 TCN. Trước khi có kháng sinh, nguy cơ tử vong do bệnh này là rất đáng kể.

## Dấu hiệu và triệu chứng
Các triệu chứng có thể bao gồm đau ở một xương cụ thể với bầm đỏ quá mức, sốt và yếu. Khởi phát có thể đột ngột hoặc từ từ.